# Parasyrphus levinae
Parasyrphus levinae är en tvåvingeart som först beskrevs av Violovitsh 1975.  Parasyrphus levinae ingår i släktet buskblomflugor, och familjen blomflugor. Inga underarter finns listade i Catalogue of Life.